# Anacleto II
Anacleto II, nato Pietro Pierleoni (Roma, 1090 circa – Roma, 25 gennaio 1138), è stato un benedettino italiano, che divenne cardinale nel 1106 e che fu eletto papa nel 1130, in contrapposizione a papa Innocenzo II, ed è considerato antipapa.

## Biografia

### Famiglia
Pietro Pierleoni nacque a Roma intorno al 1090 e apparteneva alla nobile e potente famiglia romana dei Pierleoni; suo padre Pietro di Leone fu anche Console di Roma. La famiglia, di origini ebraiche e residente nel quartiere dove dal 1555 sarebbe stato istituito il Ghetto ebraico sotto papa Paolo IV, si era convertita al cattolicesimo quasi un secolo prima e, grazie all'enorme ricchezza accumulata con operazioni mercantili e di commercio del denaro, aveva acquisito una posizione di assoluto prestigio fra le famiglie patrizie romane.
La casata era stata fondata dal converso Leone di Benedetto, che aveva ricevuto il proprio nome cristiano in omaggio a papa Leone IX, da cui era stato battezzato tra il 1049 e il 1054. Altre fonti fanno invece risalire la fondazione e la conversione sotto Leone IX al padre di Leone di Benedetto, tale Baruch, chiamato al battesimo Benedetto Cristiano (da cui il cognome del figlio, "di Benedetto", secondo l'usanza del tempo di usare, per cognome, il patronimico). Già allora la famiglia disponeva di notevolissime risorse economiche, a cui probabilmente non era estraneo l'esercizio dell'usura o prestito ad interesse, che all'epoca la Chiesa si sforzava di proibire ai Cristiani. Il figlio di Leone fu appunto Pietro di Leone, in latino Petrus Leonis, da cui il nome della famiglia "Pierleoni" per Pietro Junior e gli altri esponenti.
Dimora principale della famiglia era una casa-torre in Trastevere, ma i Pierleoni possedevano anche vari castelli; in uno dei quali morì nel 1099, loro ospite, papa Urbano II; possedevano inoltre il Teatro di Marcello, l'intera Isola Tiberina, oltre naturalmente ad abitazioni, magazzini e botteghe. Tra i fratelli del futuro Anacleto, uno fu per breve tempo nominato Prefetto di Roma, e un altro capo (patrizio) del Comune nel 1144, durante l'insurrezione che portò alla breve esperienza della Repubblica Romana.

### Carriera
Incoraggiato e sostenuto dal padre, collaboratore di papa Gregorio VII, il giovane Pietro Pierleoni si dedicò agli studi ecclesiastici. Trascorse un periodo a Parigi, studiando sotto la guida di Abelardo e divenendo amico del principe Luigi futuro re Luigi VI di Francia; entrò inoltre nell'ordine monastico cluniacense. Richiamato a Roma, ricoprì vari incarichi, fino ad essere nominato nel 1116 Cardinale diacono da papa Pasquale II. 
Partecipò alle due successive elezioni papali: quella del 1118 di papa Gelasio II e quella del 1119 di papa Callisto II. Quest'ultima si svolse nell'Abbazia di Cluny, dove il Pierleoni rimase per alcuni mesi con Callisto II. Nel dicembre 1120 fu nominato cardinale presbitero con il titolo di Santa Maria in Trastevere. Poco tempo dopo fu Legato pontificio in Francia, in Inghilterra, e poi in Scozia al tempo di Enrico I; secondo Guglielmo di Malmesbury visse nello sfarzo e ritornò a Roma così carico di regali da parte del Re che suscitò lo stupore dei suoi colleghi.
Pietro Pierleoni non partecipò all'elezione pontificia del 1124, da cui uscì papa Onorio II, in quanto legato in Francia, ma sostenne, seppur a distanza, il cardinale Teobaldo Boccapecora. Il suo candidato, però, dopo esser stato eletto, fu costretto a dimettersi dai Frangipane prima che avesse termine la consacrazione. Senza consacrazione e intronazione, il suo candidato non poté divenire papa. Sei anni dopo, la sua famiglia cercò la rivincita.

### Elezione
Nel febbraio 1130, le condizioni di salute di papa Onorio II erano peggiorate drammaticamente. Pietro Pierleoni, il più potente tra i cardinali, aveva già pensato al pontificato da tempo. Dalla sua parte aveva un discreto anche se non maggioritario sostegno nel sacro collegio e inoltre godeva di notevole prestigio presso molte famiglie aristocratiche, e soprattutto presso il popolo, in virtù della sua notevole ricchezza e liberalità. Tentò in tutti i modi di conquistare la successione. A questi piani si opponeva fortemente il partito ildebrandino, capeggiato dalla potente famiglia dei Frangipane.
Gli avvenimenti si svolsero concitatamente. Il cardinale Aymery de la Châtre, cancelliere della curia, consapevole delle intenzioni dei Pierleoni, tentò al contrario di ostacolare l'eventuale elezione del cardinale Pierleoni. Il pontefice approssimandosi la morte, chiese di poter terminare i suoi giorni presso il monastero di Sant'Andrea, a lui fortemente caro, che si trovava presso il Celio, in territorio dei Frangipane. Il partito dei Pierleoni invece accusò il cardinale Aimerico di aver portato il papa in quel luogo, per ritardare l'annuncio della sua morte ed avere il tempo di organizzare accordi contro Pierleoni.
L'11 febbraio 1130 Aimerico convocò presso lo stesso monastero i cardinali di cui riteneva di potersi fidare per preparare la nuova elezione. Il resto della Curia rispose invocando l'anatema su tutti coloro che si accingessero all'elezione prima della morte di Onorio, secondo il decreto di papa Niccolò II del 1059 che regolava le elezioni papali, e nominando una commissione di otto cardinali elettori, in rappresentanza di ambo le parti, che avrebbero dovuto incontrarsi nella chiesa di Sant'Adriano solo dopo la sepoltura del papa.
La scelta del luogo era stata fatta dai Pierleoni per evitare di essere alla mercé dei Frangipane in Sant'Andrea. Per tutta risposta il cardinale cancelliere Aimerico inviò delle guardie a presidiare anche Sant'Adriano. I cardinali fedeli ai Pierleoni, si ritirarono allora nella chiesa di San Marco.
Il 13 febbraio si diffuse per Roma la voce della morte di Onorio. La folla inferocita si recò a Sant'Andrea, ma si disperse dopo che il papa, tremante e delirante, si affacciò dalla balconata. Onorio, per cui forse lo sforzo dovuto alla sua ultima apparizione pubblica era stato eccessivo, morì durante la notte.
Secondo le disposizioni vigenti, il corpo del pontefice defunto sarebbe dovuto rimanere esposto ai fedeli per tre giorni, e poi sepolto, prima che si potesse procedere all'elezione di un successore. Aimerico però accelerò i tempi. Espletate le funzioni liturgiche, fece trasportare la salma del pontefice in Laterano. Di buon mattino lo stesso Aimarico e i 16 cardinali del partito ildebrandino si riunirono ed elessero un cardinale famoso per il suo zelo religioso, il cardinale Gregorio Papareschi, diacono di Sant'Angelo. I cardinali quindi si portarono in Laterano, dove il nuovo papa prese il nome di Innocenzo II, e quindi si ritirarono nella chiesa di Santa Maria in Palladio al sicuro, nuovamente in territorio controllato dai Frangipane.
Quando la notizia raggiunse San Marco, dove erano radunati i restanti quattordici cardinali, l'elezione di Innocenzo fu immediatamente dichiarata non canonica e si decise di eleggere papa il cardinale Pierleoni, che scelse il nome di Anacleto II. Si dava così inizio ad uno scisma destinato a durare fino al 1138, anno della morte di Anacleto. Pochi giorni dopo alcuni cardinali, che avevano eletto Innocenzo, decisero di approvare l'elezione di Anacleto, il quale finì per avere la maggioranza del collegio cardinalizio, oltre che il consenso dei rappresentanti del popolo e di quasi tutta la nobiltà romana.
Nessuno dei due papi decise però di rinunciare e scelsero lo stesso giorno per la consacrazione 23 febbraio: Innocenzo in Laterano con poca folla ed in fretta, per tornare a rifugiarsi nella fortezza dei Frangipane sul Palatino; Anacleto in San Pietro, con gli onori e l'appoggio del popolo e dell'amministrazione della città in mano ai Pierleoni.

### Regno
Anacleto avendo la maggioranza della popolazione dalla sua parte, il 15 febbraio ottenne il controllo del Laterano, e il 16 febbraio prese anche San Pietro, mentre Innocenzo perdeva progressivamente terreno. Sembra che Anacleto, disponendo di molte ricchezze, comprasse la fedeltà di molti Romani a suon dell'oro ottenuto, secondo i suoi avversari, almeno in parte dalla spoliazione di alcune chiese; comunque la sua famiglia era tra le più ricche di Roma, e riuscì a reclutare fra i suoi partigiani anche personaggi appartenenti alla opposta fazione dei Frangipane, loro storici antagonisti. Da qui anche le accuse di simonia che Anacleto subì in seguito, come attesta la successiva storiografia. Ai primi di maggio Innocenzo lasciò Roma, avendo compreso di non avere molte possibilità di successo non avendo dalla sua il popolo romano.
Anacleto rimase il solo papa nella capitale. Politicamente, si trattò però di una decisione non fortunata: mentre Anacleto regnava a Roma, Innocenzo si recava dapprima a Pisa, quindi a Genova, poi in Francia e in Inghilterra; infine alla corte dell'Imperatore Lotario III; da tutti ottenne il riconoscimento ufficiale della propria elezione, grazie anche allo schierarsi dalla sua parte dell'ecclesiastico più influente nell'Europa del tempo, Bernardo di Chiaravalle. Al contrario, Anacleto riuscì a guadagnare l'appoggio del solo Ruggero II, sempre con lo scambio di favori, cioè in cambio della corona, promessa, del Regno di Sicilia.
Per guadagnarsi il supporto di Lotario, Anacleto scomunicò il rivale di questi nell'aspirare al titolo imperiale, Corrado di Hohenstaufen, inimicandosi così la fazione che lo appoggiava. Lotario tuttavia non si lasciò influenzare, e nell'ottobre del 1130 indisse a Würzburg un sinodo di 16 vescovi tedeschi che al termine si pronunciò a favore di Innocenzo, seguendo la linea tracciata dal sinodo francese di Étampes di alcune settimane prima.

### Rapporti con Ruggero II Altavilla
Il normanno Ruggero II d'Altavilla, già Gran Conte, dopo aver esteso i suoi possedimenti in Italia meridionale, volle che la sua posizione fosse legittimata dal titolo di re.
Lo scisma susseguito alla morte di Onorio II (13 febbraio 1130) fu l’occasione per ottenere la corona regia da Anacleto II, sostenuto dai Pierleoni e dai cardinali meridionali in maggioranza filonormanni e insediato a Roma, mentre Innocenzo II, sostenuto dai Frangipane, si rifugiò in Francia. Le trattative di alleanza tra Ruggero II e Anacleto II portarono alla bolla sottoscritta ad Avellino il 27 settembre 1130, mediante la quale Ruggero era investito della corona regia di Sicilia; riconobbe e confermò a Ruggero anche i titoli, già concessi, di duca di Calabria e di Puglia e principe di Capua, "onore" di Napoli e "difesa" di Benevento. All'investitura pontificia si aggiungeva l'acclamazione dei potenti delle sue terre, che, convocati a Salerno, sanciscono la regia promotio del loro principe. Fu Ruggero II d'Altavilla, che convocò nel 1130 al palazzo dei Normanni di Palermo un'assise che lo proclamò re. L'incoronazione fu celebrata nel Natale del 1130 a Palermo.
La vita politica di Anacleto si venne così a trovare legata a doppio filo a quella di Ruggero II di Sicilia: insieme i due si videro costretti a fronteggiare due distinte "spedizioni punitive" imperiali, durante la prima delle quali Innocenzo, al seguito di Lotario, giunse a Roma e, mentre Anacleto si rinchiudeva in San Pietro, incoronò formalmente l'Imperatore in Laterano il 4 giugno 1133. Questo momento segnò il punto di massimo declino subito da Anacleto. Tuttavia, in entrambi i casi, Ruggero riuscì rapidamente a ripristinare il controllo su Roma e sul suo territorio, dopo l'inevitabile partenza delle truppe imperiali; Innocenzo fu allora costretto a fuggire nuovamente da Roma e a tornare a Pisa.
Nondimeno, era ormai chiaro che Anacleto non avrebbe potuto ottenere il riconoscimento delle maggiori potenze europee né dei più importanti ordini monastici: anche i cluniacensi, l'ordine a cui apparteneva, erano schierati a favore di Innocenzo. Lo stesso Ruggero II, ottenuta e consolidata la corona, non aveva particolari motivi per metterla a repentaglio continuando ad appoggiare Anacleto. Si tentò la conciliazione diplomatica e nel 1137 venne convocato un incontro a Salerno, a cui ciascuno dei due Papi inviò tre rappresentanti per sostenere la propria causa. L'esito fu tuttavia inconcludente: Anacleto mantenne l'appoggio di Ruggero, ma perse quello di Pietro della Gherardesca, il proprio Cancelliere e capo delegazione, che venne convinto da Bernardo di Chiaravalle, che non faceva formalmente parte della delegazione di Innocenzo, ma si trovava a Salerno come osservatore, ad abbandonare Anacleto e riconoscere come papa Innocenzo. L'abbandono da parte del proprio Cancelliere, inviato per sostenere le ragioni della propria legittimità, ebbe grande risonanza e fu un colpo durissimo al prestigio di Anacleto, dal quale quest'ultimo non si riprese più.

### Deposizione al Concilio di Melfi V
Il legittimo papa Innocenzo II e l'Imperatore Lotario II di Supplimburgo, concentrarono nel maggio 1137 le proprie armate nei pressi del castello di Lagopesole, assediarono la città di Melfi e costrinsero Ruggero II Altavilla alla fuga, quindi riuscirono a conquistare la sua ex capitale, Melfi il 29 giugno. Il pontefice tenne il Concilio di Melfi V nel castello del Vulture nello stesso anno 1137: la più probabile data va dal 29 giugno al 4 luglio. I Padri conciliari decisero la deposizione definitiva dell'antipapa Anacleto II.
È significativo rilevare come Innocenzo volle dimostrare, in questa sede, al rivale che la deposizione solenne avvenisse nello stesso luogo, il castello di Melfi, e con lo stesso strumento, un concilio, dove Anacleto aveva istituito un titolo di Sovrano e lo aveva concesso alla casata Altavilla.
Il 4 luglio Innocenzo II, insieme all'Imperatore Lotario di Supplimburgo delegittimò anche Ruggero II di Sicilia della Casata degli Altavilla, in favore di Rainulfo di Alife, della Casata Drengot, nuovo duca di Puglia.
Verso la fine del 1137, Anacleto cominciò a perdere il controllo su Roma. Già a novembre, Innocenzo datava le sue lettere con Romae, anziché con l'ambigua locuzione in territorio Romano che aveva usato in precedenza. All'inizio dell'anno successivo, Anacleto controllava solo il Vaticano e Castel Sant'Angelo. Il 25 gennaio 1138, appena in tempo per evitare una disfatta totale, Anacleto moriva. La sua tomba non fu mai ritrovata.

## Successione apostolica
La successione apostolica è:
- Arcivescovo Angelo di Bari (1130)

## Conclavi
Durante il suo periodo di regolare cardinalato, il Pierleoni partecipò ai seguenti conclavi
- conclave del 1118, che elesse papa Gelasio II
- conclave del 1119, che elesse papa Callisto II
- conclave del 1130, che si svolse in due parti distinte anche fisicamente e portò all'elezione di due papi: Innocenzo II ed il Pierleoni stesso, che prese il nome di Anacleto II.

Non partecipò invece al conclave del 1124, che elesse papa Onorio II, in quanto partecipante a una legazione pontificia in Francia.

## Dopo la morte di Anacleto II
La morte di Anacleto pose fine allo scisma durato ben otto anni, e nonostante il tentativo da parte dei Pierleoni di fare eleggere un ulteriore antipapa nella persona del cardinale Gregorio Conti, Innocenzo rientrò a Roma e governò senza opposizione, convocando nell'aprile 1139 il Secondo Concilio Lateranense dove si condannò Anacleto, si scomunicò Ruggero (col quale, poi, Innocenzo si riconcilierà dopo esser stato sconfitto militarmente) e si ribadirono alcuni temi della dottrina cattolica che avevano interessato direttamente o indirettamente lo scisma, cioè l'usura e la simonia.